# Élections sénatoriales de 1992 dans les Landes
Les élections sénatoriales dans les Landes ont lieu le dimanche 27 septembre 1992. Elles ont pour but d'élire le sénateur représentant le département au Sénat pour un mandat de neuf années.

## Contexte départemental
Lors des élections sénatoriales du 25 septembre 1983 dans les Landes, un sénateur UDF et un sénateur PS sont élus, Yves Goussebaire-Dupin et Philippe Labeyrie.
Depuis, tous les effectifs du collège électoral des grands électeurs ont été renouvelés, avec les élections législatives de 1988 dans les Landes, les élections régionales françaises de 1992, les élections cantonales de 1989 et 1992 et les élections municipales françaises de 1989.

## Rappel des résultats de 1983
| Candidat et parti politique | Candidat et parti politique | Candidat et parti politique | Premier tour | Premier tour |
| Candidat et parti politique | Candidat et parti politique | Candidat et parti politique | Voix         | %            |
| --------------------------- | --------------------------- | --------------------------- | ------------ | ------------ |
|                             | Yves Goussebaire-Dupin      | UDF                         | '            | '            |
|                             | Philippe Labeyrie           | PS                          | '            | '            |
|                             |                             |                             |              |              |
| Inscrits                    | Inscrits                    | Inscrits                    |              | 100,00       |
| Abstentions                 |                             |                             |              |              |
| Votants                     |                             |                             |              |              |
| Blancs et nuls              |                             |                             |              |              |
| Exprimés                    |                             |                             |              |              |

## Sénateurs sortants
| Sénateur | Sénateur               | Parti | Fonctions lors de l'élection en 1983        |
| -------- | ---------------------- | ----- | ------------------------------------------- |
|          | Yves Goussebaire-Dupin | UDF   | Maire de Dax, conseiller général            |
|          | Philippe Labeyrie      | PS    | Maire de Mont-de-Marsan, conseiller général |

## Présentation des candidats et des suppléants
Les nouveaux représentants sont élus pour une législature de 9 ans au suffrage universel indirect par les 948 grands électeurs du département. Dans les Landes, les sénateurs sont élus au scrutin majoritaire à deux tours.
| Candidats | Candidats          | Parti | Principale fonction                                           |
| --------- | ------------------ | ----- | ------------------------------------------------------------- |
|           | Franck Marcade     | PCF   | Conseiller général, maire de Mouscardès                       |
|           | Pierrette Fontenas | PCF   | Conseiller général, maire de Tarnos                           |
|           | Philippe Labeyrie  | PS    | Sénateur sortant, conseiller général, maire de Mont-de-Marsan |
|           | Jean-Louis Carrère | PS    | Conseiller régional                                           |
|           | Alain Dutoya       | MRG   | Conseiller général, maire d'Hagetmau                          |
|           | Michel Simon       | RPR   | Conseiller général, maire de Brocas                           |
|           | Éric Barrouillet   | FN    |                                                               |

## Résultats
| Candidat et parti politique | Candidat et parti politique | Candidat et parti politique | Premier tour | Premier tour | Second tour | Second tour |
| Candidat et parti politique | Candidat et parti politique | Candidat et parti politique | Voix         | %            | Voix        | %           |
| --------------------------- | --------------------------- | --------------------------- | ------------ | ------------ | ----------- | ----------- |
|                             | Philippe Labeyrie           | PS                          | 474          | 50,75        |             |             |
|                             | Jean-Louis Carrère          | PS                          | 410          | 43,90        | 497         | 58,33       |
|                             | Michel Simon                | RPR                         | 332          | 35,55        | 353         | 41,43       |
|                             | Alain Dutoya                | MRG                         | 158          | 16,92        |             |             |
|                             | Franck Marcade              | PCF                         | 119          | 12,74        |             |             |
|                             | Pierrette Fontenas          | PCF                         | 110          | 11,78        |             |             |
|                             | Éric Barrouillet            | FN                          | 23           | 2,46         | 2           | 0,23        |
|                             |                             |                             |              |              |             |             |
| Inscrits                    | Inscrits                    | Inscrits                    | 948          | 100,00       | 948         | 100,00      |
| Abstentions                 | Abstentions                 | Abstentions                 | 3            | 0,32         | 11          | 1,16        |
| Votants                     | Votants                     | Votants                     | 945          | 99,68        | 937         | 98,84       |
| Blancs et nuls              | Blancs et nuls              | Blancs et nuls              | 11           | 1,16         | 85          | 9,07        |
| Exprimés                    | Exprimés                    | Exprimés                    | 934          | 98,84        | 852         | 90,93       |